# Пальма Мерцалова
Пальма Мерцалова — выкованное из рельса в конце XIX века кузнецом Алексеем Ивановичем Мерцаловым с помощником-молотобойцем Филиппом Федотовичем Шкариным изображение пальмы, награждённое на Парижской международной промышленной выставке 1900 года премией Гран-при. Изображена на гербе Донецкой области.

## История создания
Родился в 1856 году в крестьянской семье в селе Кураховка Екатеринославской губернии. На Юзовском металлургическом заводе работал в течение сорока лет. Уволился 8 июля 1919 года. Умер 1 августа 1935 года в Анапе.
 Родился 21 января 1879 года. Начал работать на Юзовском металлургическом заводе в 1895 году в возрасте семнадцати лет. В 1897 году был переведён в кузнецы. Работал мастером в кузнечном цехе до 1950-х годов.
Стальная пальма была выкована в конце 1895 года кузнецом металлургического завода «Новороссийского общества каменноугольного, железного и рельсового производств» Алексеем Ивановичем Мерцаловым при помощи молотобойца Филиппа Федотовича Шкарина и других рабочих завода. Создание пальмы было приурочено к шестнадцатой Всероссийской промышленной и художественной выставке промышленных и кустарных промыслов, которая проходила в 1896 году в Нижнем Новгороде. На этой выставке пальма была выставлена как один из экспонатов павильона «Новороссийского общества каменноугольного, железного и рельсового производств».
Пальма Мерцалова изготовлена без сварки и соединений из целого куска рельса. Рельс был выбран в качестве исходного материала в рекламных целях, как основной продукт «Новороссийского общества каменноугольного, железного и рельсового производств». Высота пальмы составляет 3 метра 53 сантиметра. На её создание у Мерцалова ушло три недели. На верхушке пальмы расположен венчик, а вокруг ствола десять листьев. Листья пружинят, хотя они выкованы из стали и составляют единое целое со стволом. Для пальмы также выкована кадка, которая состоит из четырёх укреплённых рельсовых стоек, вокруг которых уложены двадцать три металлических кольца разного сечения. Количество колец соответствовало возрасту завода — 23 года. Пальма весит 325 килограммов, а кадка — 200.
На Нижегородской выставке пальма Мерцалова была высоко оценена специалистами, людьми искусства и простыми посетителями выставки. Алексей Мерцалов лично присутствовал на выставке вместе с группой других рабочих завода. Харьковский журнал «Горнозаводской листок» так описывал произведение Алексея Мерцалова:
Пальма сделана из одного рельса. Её ствол несет на себе десять листков и вверху заканчивается венчиком. Высота подлинно художественного изделия — 3 м 53 см. Молот и зубило — вот единственные инструменты, которыми пользовались кузнецы.
Другая газета того времени писала:
Пальма поражает зрителей высотой, стройностью, удивительным изяществом. Её темные, рассечённые листья, веером расходящиеся от ствола, были так легки, а тонкий шершавый ствол так гибок, что вначале было трудно поверить, что это не живое растение, вывезенное с кавказского побережья, а тончайшее произведение искусства. Всем хотелось потрогать её руками.
В 1900 году пальма Мерцалова выставлялась на Всемирной промышленной выставке в Париже, на которой павильон «Новороссийского общества каменноугольного, железного и рельсового производств» получил премию Гран-при. После участия в Парижской выставке пальма с макетом шахты были переданы на хранение в музей Горного института в Санкт-Петербурге, где оригинал пальмы Мерцалова хранится по сей день. При транспортировке в музей отломился один из листьев. Его прикрепили обратно на заклёпках.
В 1950-е годы пальма была исследована и исследования подтвердили, что она сделана из цельного рельса. До 1953 года имя создателя не было известно. Пальма участвовала в выставках как «Юзовская», под этим же именем она хранилась в Горном институте. Розысками автора занимался инженер Константин Яковлевич Захаренков. Он в 1959 году нашёл Филиппа Федотовича Шкарина, всё ещё работавшего в то время на Донецком металлургическом заводе, который узнал произведение Мерцалова. Его слова подтвердили другие рабочие: И. К. Косенко, Ф. Н. Шерудило, В. Т. Цыганкова, В. В. Полякова.
В конце 1990-х — начале 2000-х годов были обращения к руководству музея Горного института с просьбой о возврате пальмы Мерцалова в Донецк, но они не увенчались успехом.

## Современные копии

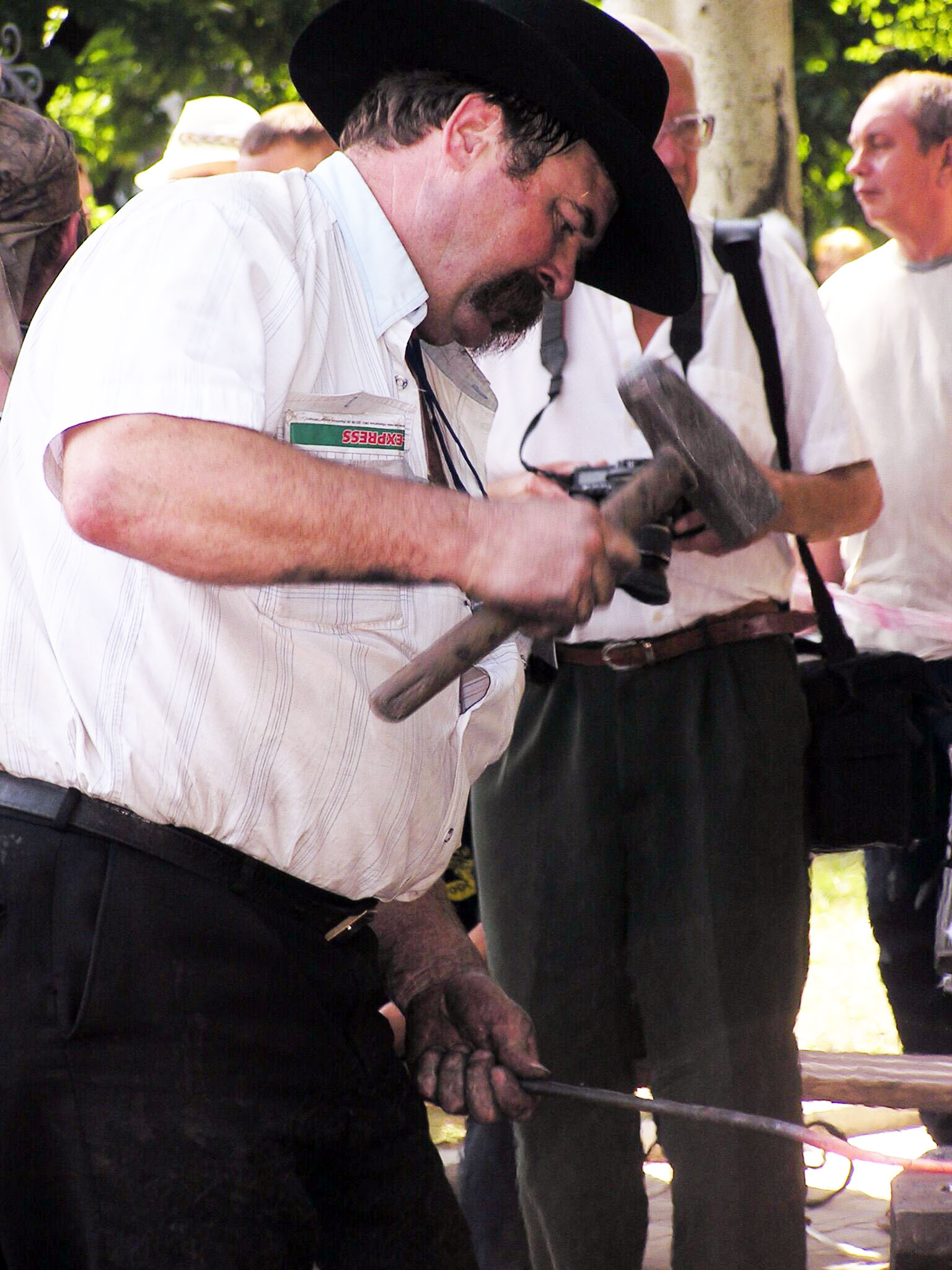
Сергей Каспрук в 2006 году на 8 международном фестивале кузнечного мастерства в парке кованых фигур

12 сентября 1999 года в Донецке на площади возле выставочного центра «Экспо-Донбасс» была установлена первая копия пальмы Мерцалова. Эта копия хранится накрытой стеклянным колпаком, её высота составляет 4 метра 20 сантиметров. Создана донецким кузнецом Сергеем Фёдоровичем Каспруком при помощи сына Олега и других донецких кузнецов, который работал над пальмой в течение трёх с половиной месяцев. Копия Каспрука также цельная, без сварки и соединений. Для её изготовления на шахте «Лидиевская» взят рельс 1901 года с маркировкой Ю. В. Ж. Д. Так как не сохранилось описания технологии Мерцалова, то Каспрук разрабатывал свою. Заготовка из рельсы была осаждена и на месте листьев были надрублены заделы. Эти заделы нагревались и далее выковывались при помощи зубила и молотка. В процессе работы было выполнено около десяти тысяч нагреваний. Сергей Каспрук также изготавливал и следующие копии, которые были установлены в Киеве и Москве. Планировалось, что эта копия станет одним из экспонатов создаваемого в Донецке национального музея истории промышленности Украины, но в настоящее время музей так и не создан.
Образ пальмы Мерцалова по инициативе Донецкого областного фонда «Золотой Скиф» принят как символ возрождения Украины — независимого и мощного промышленного государства. Существует одноимённый проект по установлению копий пальмы Мерцалова в столицах ведущих государств мира. В рамках этого проекта ведётся работа в 70 странах. Также существует проект «Донбасс на высочайших точках планеты Земля», в рамках которого альпинисты Донецкой областной федерации альпинизма и спортивного туризма поднимают уменьшенную копию пальмы на вершины гор, а затем передают её в посольство стран, на территории которых совершалось восхождение. В 2001—2004 годах альпинисты в рамках этого проекта взошли на 7 высочайших вершин мира — Эльбрус, Аконкагуа, Мак-Кинли, Килиманджаро, Джомолунгма, Вильгельм, Винсон. Поднимаемые альпинистами копии имеют длину полметра и весят три килограмма.

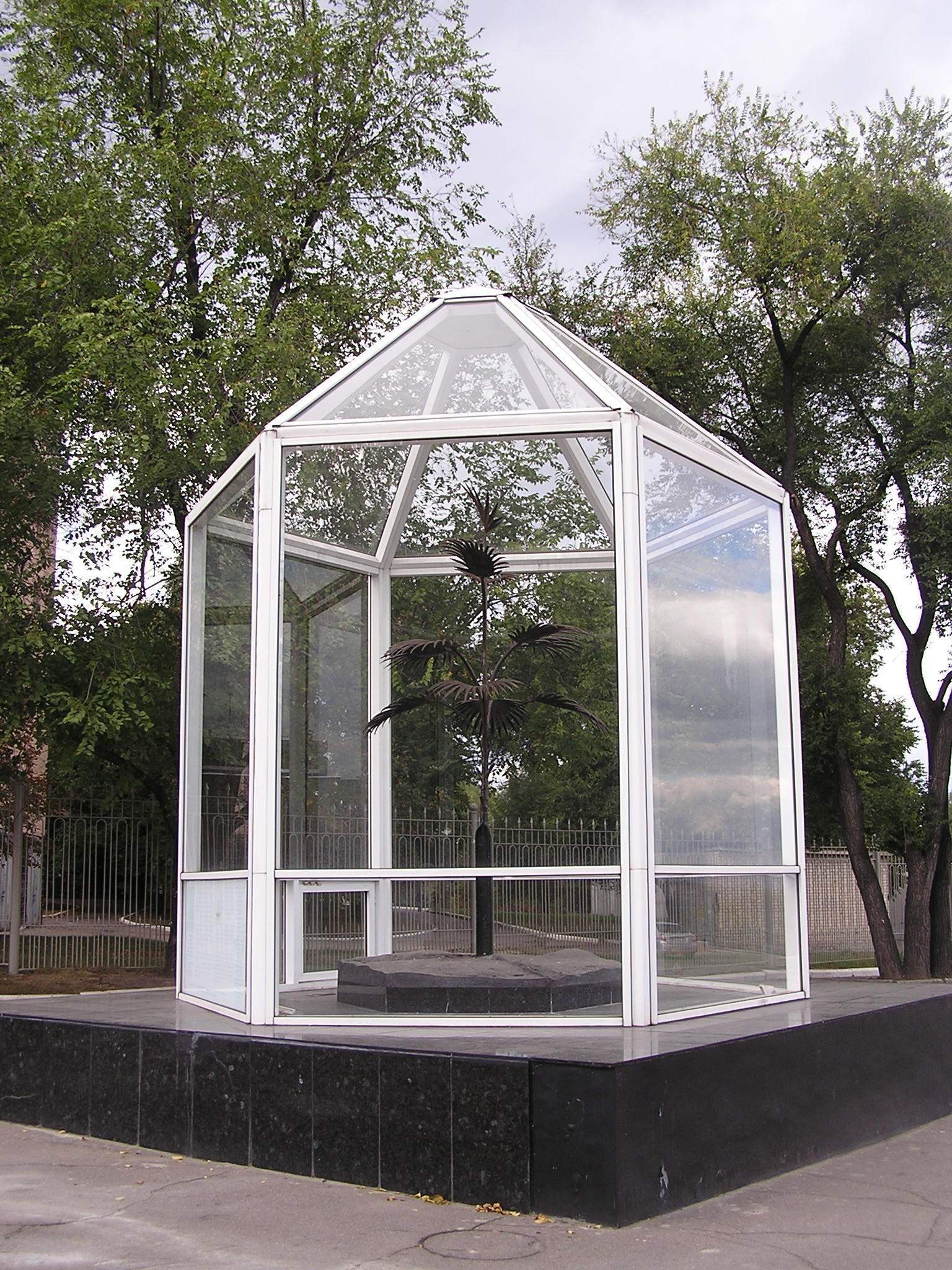
Копия пальмы Мерцалова в Донецке у «Экспо-Донбасса»

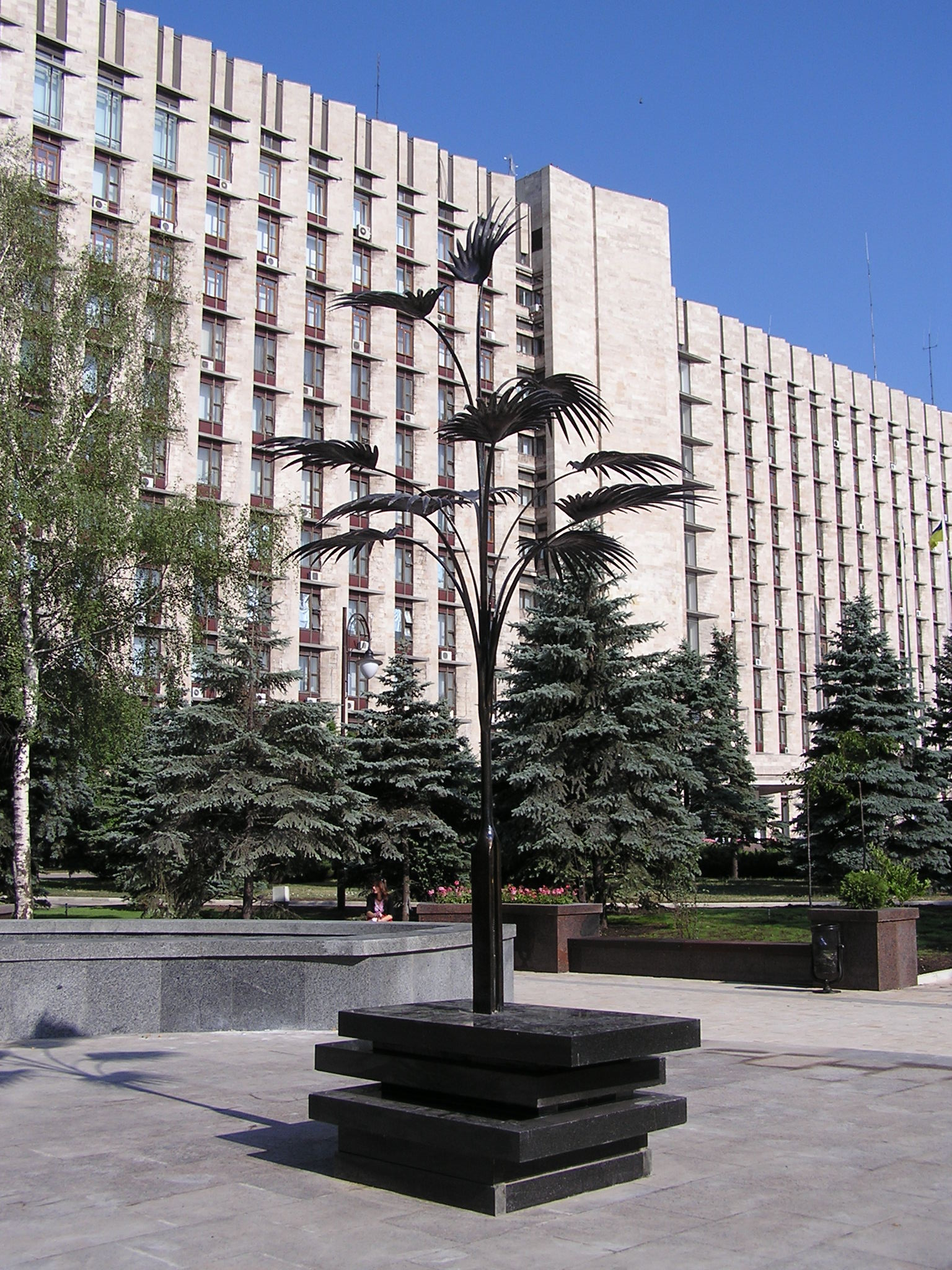
Копия пальмы Мерцалова в Донецке на бульваре Пушкина

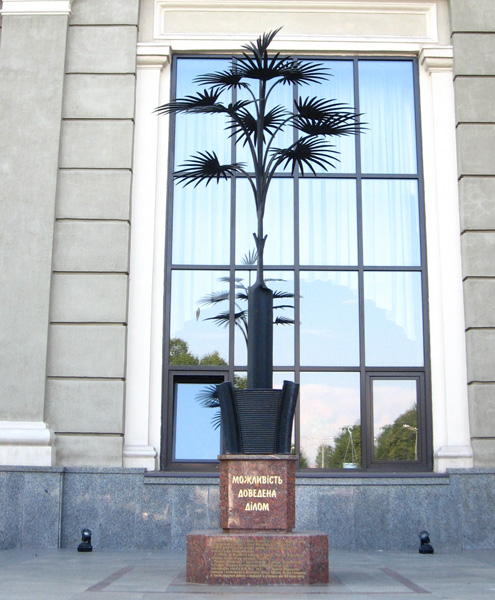
Копия пальмы Мерцалова во Львове. Надпись «Возможность доказана делом» (Можливість доведена ділом) — девиз Донбасса.

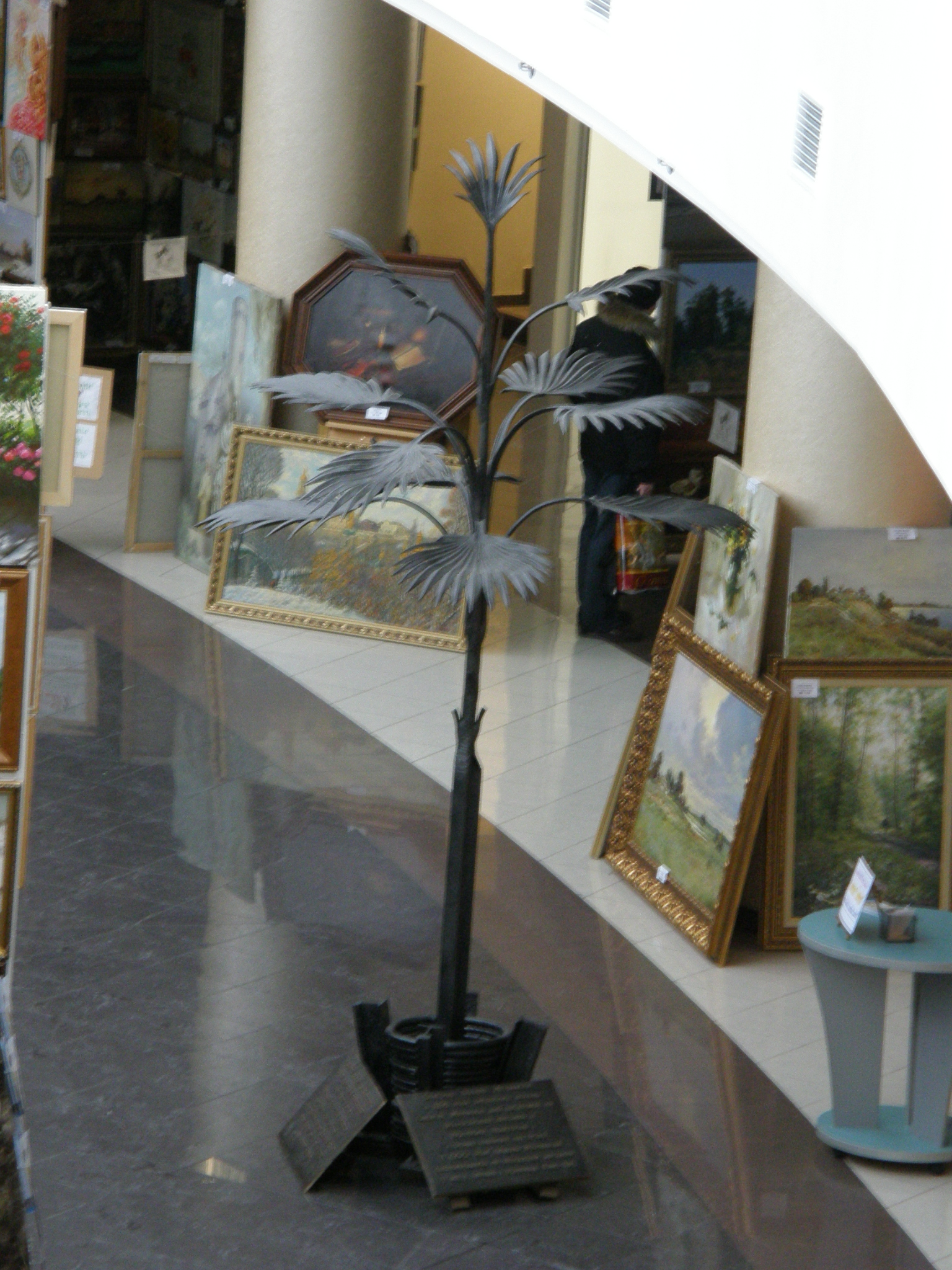
Копия пальмы Мерцалова на третьей линии торгового центра «Глобус» в Киеве

В мае 2001 года копия пальмы Мерцалова была подарена Киеву по случаю десятой годовщины независимости Украины. Высота этой копии — 3 метра 55 сантиметров. Киев в ответ подарил Донецку статую архистратига Михаила. Планировалось, что памятник будет установлен на Площади Независимости, но пальма была перенесена в торговый центр «Глобус». Там пальма стояла на первой линии торгового комплекса возле магазина спортивных товаров, а затем её перенесли на третью линию торгового комплекса и установили в центр художественного салона. К открытию чемпионата Европы по футболу 2012 года киевскую копию пальмы перенесли ко входу к новому зданию музея истории города на пересечении улиц Богдана Хмельницкого и Пушкинской.
В сентябре 2001 года в рамках «Дней Донбасса» в Москве на Манежной площади (ТЦ «Охотный ряд») была установлена копия пальмы Мерцалова (режиссёр торжественной церемонии — К. Никитина). Москва в ответ подарила Донецку копию Царь-пушки.
27 июля 2002 года копия пальмы Мерцалова силами донецкого лагеря подводного плавания «Акватик» была установлена в подводном гроте на мысе Тарханкут в бухте Чудесная (Крым). Организаторы акции выбирали символ Донбасса и в качестве вариантов рассматривали копии памятника «Слава шахтёрскому труду» в Донецке и памятника металлургу в Мариуполе, но остановились именно на пальме Мерцалова. Грот был выбран для установки, чтобы аквалангисты при следующих погружениях не ранились о крону пальмы. Он находится на глубине 12,5 метров. Географические координаты: 45 градусов 20 минут 116 секунд северной широты, 32 градуса 33 минуты 722 секунды восточной долготы. Эта копия в два раза меньше оригинала и изготовлена донецкой фирмой «Лекам». Для сохранения пальмы в морской воде она покрыта специальной корабельной краской, которую предоставил Азовский судоремонтный завод. Основание было забетонировано.
В декабре 2002 года копия пальмы Мерцалова была подарена Оттаве в рамках фестиваля искусств «Канадские листья». 10 апреля 2003 года копия пальмы Мерцалова была подарена Ганноверу и установлена в центральном холле ганноверского выставочного комплекса. Во Львове копия пальмы Мерцалова установлена в мае 2003 года на привокзальной площади. В январе 2004 года копия пальмы Мерцалова была временно установлена в Киеве, на территории Свято-Успенской Киево-Печерской Лавры, затем эта копия была отправлена в Иерусалим. Также в 2004 году две копии пальмы была подарены Харькову в честь 350-летия, одна из них установлена во Дворце спорта, а вторая в центре культуры Национальной юридической академии. Кроме того в 2004 году ещё одна пальма Мерцалова была установлена в Ираке в честь возобновления работы посольства Украины, другая — в аэропорту «Борисполь», планировалось, что её затем перенесут в один из авиасалонов в Ле Бурже. Также делались заявления о намерениях установить копии пальмы Мерцалова в Риме (в честь 70-летия Анатолия Борисовича Соловьяненко), Берлине и Киото возле императорского дворца.
В рамках празднования 75-летия Донецкой области летом 2007 года в Донецке была установлена ещё одна копия пальмы Мерцалова. Она расположена на бульваре Пушкина у здания Донецкой облгосадминистрации. Эту копию выковывал кузнец Евгений Ермак. Пальма выкована уже не из рельсы, а из дамасской стали и стоит между двумя чашами фонтанов. Вес копии около 500 килограммов. Каждый лист состоит из 120 слоёв металла, а его цвет содержит шесть оттенков — от белого до чёрного. На один лист у кузнеца уходила неделя работы и двадцать килограммов металла. Готовый лист весит в четыре раза меньше, что связано с технологией изготовления дамасской стали. Поверхность покрыта лаком.
Установке этой копии пальмы предшествовал конфликт между исполнительным директором фонда «Пальма Мерцалова» Константином Петровичем Воробьёвым с городской администрацией и областным советом. Его концепция установки копии пальмы Мерцалова на бульваре Пушкина также предусматривала закладку плакетов победителей фестиваля «Золотой Скиф» и плакетов с названиями городов, где уже установлены другие копии. Воробьёв утверждал, что является владельцем авторских прав на программу «Пальма Мерцалова» и реконструкцию бульвара Пушкина с установкой копии пальмы Мерцалова, а также пытался запретить установку копии пальмы в другой концепции. 17 марта 2003 года Воробьёв подавал заявку в «Укрпатент» на регистрацию для себя торговой марки «Пальма Мерцалова», но получил отказ.
В конце 2008 года от копии пальмы у облгосадминистрации вандалы отломали ветку. 21 апреля 2009 года работники кузнечного предприятия «Гефест» демонтировали пальму и увезли на реставрацию. Так как они заранее не поставили в известность администрацию и общественность города, то исчезновение пальмы с места вызвало слухи о её похищении, о чём написали несколько новостных сайтов. В ходе реставрации при помощи аргонной сварки был приделан недостающий лист пальмы и выполнены профилактические работы, в частности обработка поверхности льняным маслом. К 1 мая 2009 года пальма была возвращена на место.

## Геральдический символ
17 августа 1999 года по итогам конкурса на сессии донецкого областного совета был утверждён герб Донецкой области, разработанный авторским коллективом рекламного агентства «Кардинал» под руководством Константина Петровича Воробьёва и включающий в себя пальму Мерцалова как основной символ. Пальма Мерцалова символизирует на этом гербе чёрную металлургию и угольную промышленность.
Было также придумано символическое значение пальмы: цельный крепкий ствол стал символизировать единство и целеустремлённость; корни, уходящие в землю, стали символизировать источник силы и богатства; широкие листья стали символизировать широту охвата различных сфер деятельности.
Донецкий геральдист Евгений Александрович Малаха подверг критике утверждённый вариант герба и изображение на нём пальмы голубым цветом. По его мнению, герб и, в частности, изображенная на нём пальма Мерцалова содержат ряд геральдических ошибок. Он с командой художников и геральдистов разработал второй, «эталонный» вариант герба. В этом варианте герба пальма изображена чёрным цветом, что более соответствует изделию из чёрного металла и символу чёрной металлургии.

Вариант 1999 года
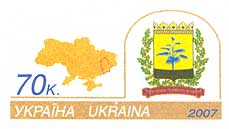
Оригинальная марка художественного маркированного конверта Украины (2007 г.)
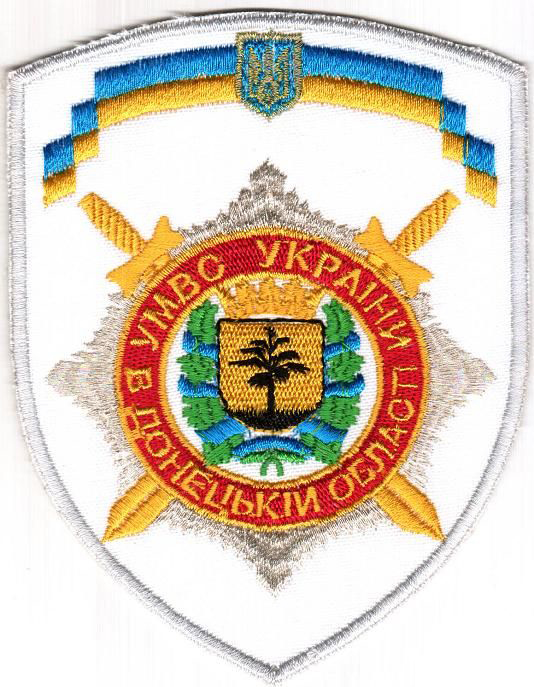
Шеврон УМВД Украины в Донецкой области
Малый «эталонный герб» (испанский щит)
Малый «эталонный герб» (французский щит)